# Фрута-дель-Норте
Фрута-дель-Норте — месторождение золота в Эквадорской провинции Самора-Чинчипе в открытое в 2006 году. Является частью меденосного пояса Южной Америки.
В 2006 году геолог Кит Баррон и его компания Aurelian обнаружили крупное месторождение во Фрута-дель-Норте, запасы которого оцениваются от 6,8 до 10 миллионов унций золота и от 9,1 до 14 миллионов унций серебра . После изменений в эквадорских законах о добыче полезных ископаемых, которые ограничивали иностранное владение горнодобывающими проектами, канадская компания Kinross Gold приобрела Aurelian Resources в 2009 году и взяла на себя проект. Несмотря на потенциал проекта и всего за несколько дней до принятия Конгрессом нового закона о добыче полезных ископаемых в 2013 году, Кинросс покинул Эквадор после спора о непредвиденных налогах, сообщив об убытках в размере 720 миллионов долларов. В 2014 году Кинросс продал всю свою долю в проекте корпорации Fortress Minerals. 
В 2019 году компания сменила название на Lundin Gold. После приобретения актива «Lundin Gold» завершила технико-экономическое обоснование, подписала все основные соглашения с правительством Эквадора, предусматривающие фискальный и регулирующий режим и экономическую стабильность, а затем профинансировала и построила рудник и инфраструктуру вовремя и в установленные сроки в течение пяти лет. Первое золото было добыто в ноябре 2019 года, а коммерческая добыча началась в феврале 2020 года.
Вероятные запасы 5,02 млн унций золота при среднем содержании 8,74 г на тонну. Планируемая продолжительность эксплуатации месторождения примерно 14 лет.